# Bibert
Die Bibert ist ein Fluss in Mittelfranken von gut 42 km Länge, der nach zunächst ostsüdöstlichem, danach ostnordöstlichem Lauf beim Ortsteil Weikershof der kreisfreien Stadt Fürth von links in die Rednitz mündet.
Nach dem Bayerischen Wassergesetz ist die Bibert ein Gewässer zweiter Ordnung, für Ausbau und den Unterhalt ist der Bezirk Mittelfranken zuständig.

## Name
Der Fluss wurde im Jahr 810 („duo flumina … Piparodi“) erstmals urkundlich erwähnt. Das altbairische Pipar-odi bedeutet „Einöde, in der sich Biber aufhalten“. Der Name der Umgebung wurde demnach auf den Fluss übertragen.

## Geographie

### Verlauf
Die Bibert entspringt auf einer Höhe von etwa 444 m ü. NHN südwestlich des zur Gemeinde Flachslanden gehörenden Ortsteils Schmalnbühl auf der Frankenhöhe im Fränkischen Keuper-Lias-Land.

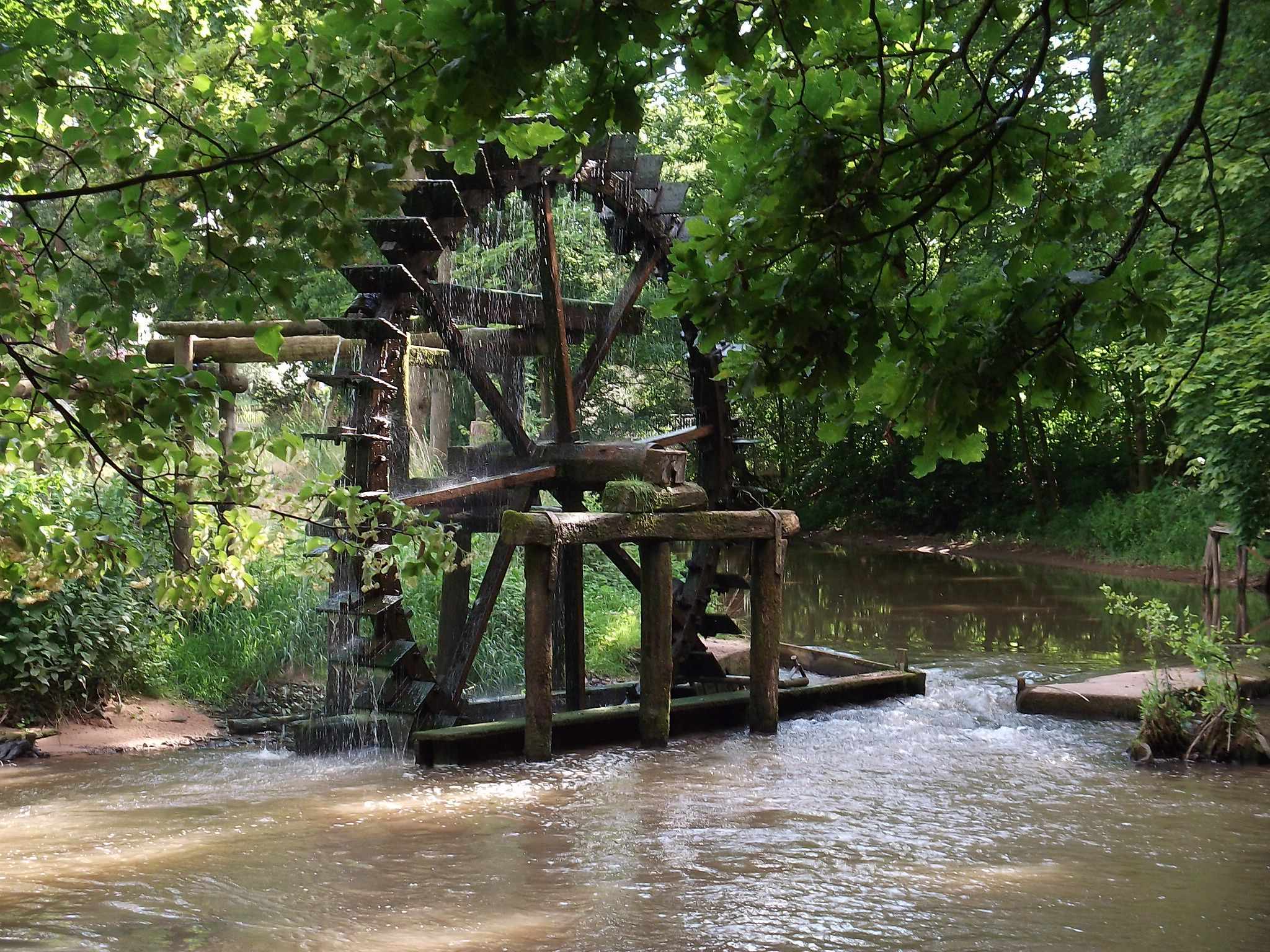
Altes Wasserrad an der Bibert bei Wintersdorf

Sie durchfließt den Rangau und durchquert dabei die Gemeindegebiete von Rügland und Dietenhofen. Bei Münchzell mündet der Haselbach in die Bibert, ihr bedeutendster Nebenfluss. Südlich des Zusammenflusses mit dem Egels- und dem Weihersmühlbach liegt Schwaighausen.
An Großhabersdorf und Vincenzenbronn fließt der Fluss im Süden vorbei. Östlich des Ammerndorfer Ortsteils Bubenmühle bildet die Bibert die Grenze zwischen Ammerndorf und Roßtal. Die Zirndorfer Stadtteile Weinzierlein, Wintersdorf und Leichendorfermühle tangiert die Bibert nördlich und durchquert anschließend Leichendorf und Zirndorf.
Das letzte Stück der Bibert, etwa 1,9 Kilometer, bildet die Grenze zwischen den Städten Zirndorf und Oberasbach. Die Bibert mündet schließlich auf einer Höhe von 289,5 m ü. NHN gegenüber Weikershof, einem Ortsteil der Stadt Fürth, von links in die Rednitz.
Wie die meisten westlichen Zuflüsse der Rednitz besitzt die Bibert ein geringes Gefälle und einen geringen Abfluss sowie Sandstrukturen im Uferbereich und in der Gewässersohle.

### Hydrologischer Hauptstrang
Vergleich  Bibert / Haselbach
| Gewässer(abschnitt)       | Länge in km | EZG in km² |
| ------------------------- | ----------- | ---------- |
| Bibert oberhalb Haselbach | 18,32       | 48,95      |
| Haselbach                 | 18,07       | 129,04     |

Der Vergleich zwischen dem Bibert-Oberlauf und dem Haselbach zeigt, dass die Bibert bis zum Zusammenfluss zwar geringfügig länger ist als dieser, der Haselbach aber hydrologisch gesehen wegen seines viel größeren Einzugsgebiets ein Teil des hydrologischen Hauptstrangs des Flusssystems Bibert ist, während der Bibert-Abschnitt oberhalb von dessen Mündung ein Nebenstrang davon ist.
Anmerkung
1. ↑  Die Bibert von der Quelle bis zur Mündung des Haselbachs

### Zuflüsse
Zu den Zuflüssen der Bibert gehören, flussabwärts betrachtet:
Diagramm der Zuflüsse der Bibert (> 5 km)
Tabelle der Zuflüsse der Bibert (> 2 km)
| Name              | GKZ     | Lage   | Länge in km | EZG in km² | Mündungshöhe in m ü. NHN | Mündung                       |
| ----------------- | ------- | ------ | ----------- | ---------- | ------------------------ | ----------------------------- |
| Buchbächlein      |         | rechts | 03,0        | 003,1      | 388                      | Rügland-Unternbibert          |
| Stockheimer Bach  |         | rechts | 03,5        | 003,5      | 376                      | Rügland-Unternbibert          |
| Altbach           |         | links  | 06,1        | 006,9      | 334                      | Dietenhofen-Rothleiten        |
| Haselbach         | 24218-2 | rechts | 18,1        | 129,0      | 325                      | Dietenhofen-Münchzell         |
| Weihersmühlbach   |         | rechts | 06,0        | 031,1      | 321                      | Großhabersdorf-Schwaighausen  |
| Neubach           |         | links  | 05,7        | 027,1      | 320                      | Großhabersdorf                |
| Untreubächlein    |         | rechts | 02,0        | 003,5      | 319                      | Großhabersdorf-Fernabrünst    |
| Petersgraben      |         | links  | 02,2        | 002,9      | 315                      | Großhabersdorf-Vincenzenbronn |
| Fuchslochgraben   |         | rechts | 02,6        | 008,7      | 315                      | Großhabersdorf-Vincenzenbronn |
| Reichenbach       |         | links  | 08,7        | 030,9      | 310                      | Ammerndorf                    |
| Roßtaler Mühlbach |         | rechts | 03,3        | 010,8      | 303                      | Zirndorf-Weinzierlein         |
| Klingengraben     |         | links  | 02,1        | 003,0      | 302                      | Zirndorf-Weinzierlein         |
| Weiherbach        |         | links  | 03,4        | 003,9      | 297                      | Zirndorf-Leichendorf          |
| Banderbach        |         | links  | 08,0        | 016,2      | 296                      | Zirndorf                      |
| Bibert            | 24218-0 |        | 42,3        | 328,78     | ,0289,5                  | Fürth-Weikershof              |

Anmerkungen zur Tabelle
1. ↑  Alle Längenangaben bei Fließgewässern ohne GKZ sind Eigenmessungen auf dem BayernAtlas
2. ↑  Die Daten der Bibert zum Vergleich

### Flusssystem Bibert
- Fließgewässer im Flusssystem Bibert

## Umwelt

### Fauna
Wegen des großen Vorkommens der Grünen Keiljungfer und der traditionellen Teichwirtschaft wurde zwischen Dietenhofen und Großhabersdorf die Bibert mit ihrer Aue und der Haselbach mit seiner Aue zwischen Bruckberg und der Mündung in die Bibert bei Münchzell zum FFH-Gebiet erklärt. In dem gut 222 Hektar großen Schutzgebiet sind außerdem der Dunkle Wiesenknopf-Ameisenbläuling, die Gelbbauchunke und die Kleine Bachmuschel zu finden.
Im Gewässer befinden sich eine große Anzahl unterschiedlicher Fischarten:

Äschen, Barben, Forellen (Regenbogenforellen und Bachforellen), Saiblinge, Hechte, Zander, Karpfen, Schleien, Aale, Rutten, Nasen, Koppen, Grundeln und Weißfische.

### Flora
Zur Aufnahme in die Liste der FFH-Gebiete führten die extensiv genutzten Mähwiesen, die Auwälder unterschiedlicher Ausprägungen sowie die feuchten Hochstaudenfluren und Waldsäume.

### Wasserqualität
Die Bibert weist in ihrem Oberlauf die Gewässergüteklasse II–III und verbessert sich in ihrem Unterlauf im Landkreis Fürth auf Güteklasse II. An der Messstelle der Bibertmündung ist der Fluss so stark mit dem Herbizid Mecoprop belastet, dass die Qualitätsziele der Wasserrahmenrichtlinie überschritten werden.

## Sehenswürdigkeiten und Bauwerke
Der Bibertgrund ist ein Naherholungs- und Ausflugsgebiet. Orte von Interesse sind beispielsweise der Playmobil FunPark in Leichendorf, der Campingplatz in Leichendorfermühle, die Ammerndorfer Mühle, der Gasthof Rotes Ross in Großhabersdorf, die Gastwirtschaft „Zur Klosterkapelle“ („Kappel“) im Dietenhofener Ortsteil Münchzell, die Ruine der Wasserburg Burg Leonrod bei Leonrod.
Die Bibert gab der Bibertbahn ihren Namen, sie verkehrte bis 1986 zwischen den Bahnhöfen Stein und Großhabersdorf, vor 1971 bis Unternbibert-Rügland. Auf der Trasse der Bibertbahn verläuft heute ein beliebter Radwanderweg.
Bis Großhabersdorf verläuft die Rothenburger Straße durch das Biberttal.